# 長崎ぶらぶら節
『長崎ぶらぶら節』（ながさきぶらぶらぶし）は長崎県長崎市に伝わる民謡。単に『ぶらぶら節』ともいう。
江戸時代の初期から明治初期にかけて長崎市内を中心に歌われた作者不詳のお座敷唄で、昭和初期にレコード化され全国に知られるようになり、長崎くんちの本踊に欠かせない長崎を代表する民謡となった。歌詞には長崎の風俗・風習・時事が歌い込まれ、時代とともに付け加られて、市井で生まれた多様な歌詞が伝承されている。

## 概要
1700年代（宝永、正徳年間）に流行した「やだちゅう節」（「やだちうぶし」の表記）を起源として、嘉永年間に「やだちゅう節」から「ぶらぶら節」へ変化したとされるが、定かではない。本山桂川著の『長崎花街篇』（1927年〈昭和2年〉刊）に「ぶらぶら節」の歌詞が「やだちゅう節」の題名で掲載されていることから、「ぶらぶら節」「長崎ぶらぶら節」となったのはそれ以降であるとの見方もある
1930年（昭和5年）9月に町検番の芸妓・凸助（でこすけ）により吹き込まれたニッポノホン（後の日本コロムビア）盤が「長崎ぶらぶら節」の初のレコードとなり、歌詞・歌い方ともに歌い継がれている「ぶらぶら節」とほぼ同様である。7か月後の1931年（昭和6年）2月、東検番の芸妓・愛八（あいはち）が歌った日本ビクター盤が出るが、歌詞は歌い継がれているものは異なる
長崎の名所名物やのどかな町の様子を歌った「長崎ぶらぶら節」は、今日に至るまでさまざまな情景を歌い加えられて、歌詞は新旧合わせて40節を越える。

## 歌詞
宴席で歌われるために「ぶらぶら節」の歌詞には、様々なバリエーションがあり、「正確な歌詞」というものは存在せず、自由度が高い歌である。以下に代表的な歌詞を挙げる。
- 長崎名物はた揚げ盆祭り 秋はお諏訪のシャギリで氏子がぶーらぶら ぶらりぶらりというたもんだいちゅ
- 遊びに行くなら花月か中の茶屋 梅園裏門たたいて丸山ぶーらぶら ぶらりぶらりというたもんだいちゅ
- 紙鳶（はた）あげするなら金毘羅風頭 帰りは一杯機嫌でひょうたんぶーらぶら ぶらりぶらりというたもんだいちゅ
- 大井手町の橋の上で 子供のはた喧嘩 世話町が五六町ばかりも二三日ぶーらぶら ぶらりぶらりというたもんだいちゅ
- 紺屋町の花屋は 上野の向う角 弥生花三十二文で高いもんだいちゅ ぶらりぶらりというたもんだいちゅ

## 小説
民謡を題材に小説家、作詞家のなかにし礼により執筆され、初出は『オール讀物』（文藝春秋）1998年7月号。単行本化にあたり大幅な加筆を経て、1999年11月に文藝春秋より刊行された。第122回直木賞受賞作。2002年10月に文春文庫より、2003年10月に新潮文庫より文庫化されている。
2000年に東映により映画化、2001年4月28日にテレビ朝日で『市原悦子ドラマスペシャル・長崎ぶらぶら節』と題してテレビドラマ化された。舞台では、2001年11月に帝国劇場（主演:佐久間良子）で、2006年5月より明治座（主演:石川さゆり）で、2008年3月に東京芸術劇場（主演:平淑恵・渡辺徹）で舞台化された。

### 概要（小説）
仕事の参考にするために全国の民謡を次々に聞く中で愛八の歌う「ぶらぶら節」を耳にした著者は、「何の飾りもなくて、聴き手にこびず、潔く自分を投げ出した歌いっぷり。そこに人生の喜びと悲しみを感じさせる」「エディット・ピアフに匹敵するすごい歌」と衝撃にも近い感動を覚え、小説執筆の着想を得た。愛八と長崎学の史学者・古賀十二郎による長崎の古い歌探しの実話を下敷きに、互いに心を通わせつつも添い遂げなかった純愛物語を加えて脚色し作品化した。
長崎・梅園身代り天満宮に文学碑が建立されている。

### あらすじ
日本三大花街の一つである長崎・丸山で10歳から奉公を始め人気芸者となった名妓・愛八は、若手を教える立場になったころ、「長崎学」の先駆者として知られた古賀十二郎から「長崎の古か歌ば探して歩かんね」と誘われ、古老らを訪ね歩く旅を始める。民謡、子守歌、隠れキリシタンの聖歌など貴重な歌を記録する旅の中で、忘れ去られ温泉町の老妓がかろうじて覚えていた「ぶらぶら節」と出会う。
愛八の歌う「ぶらぶら節」は民謡探訪の取材をしていた詩人の西条八十に感銘を与え、西条のプロデュースにより1931年（昭和6年）にレコード化される。その歌と名を全国に広めた愛八は、やがて病によってこの世を去る。

### 書誌情報
- 長崎ぶらぶら節（1999年11月30日、文藝春秋、ISBN 978-4-16-318820-1）
- 長崎ぶらぶら節（2002年10月10日、文春文庫、ISBN 978-4-16-715207-9）
- 長崎ぶらぶら節（2003年10月1日、新潮文庫、ISBN 978-4-10-115424-4）

### 映画
深町幸男監督、吉永小百合主演で、東映京都撮影所製作（主体）、東映の配給により2000年9月15日に公開された。
観客動員が100万人を越えるヒット作品となり、興行収入は11.6億円を記録。主演の吉永小百合は第24回日本アカデミー賞
最優秀主演女優賞ならびに第43回ブルーリボン賞主演女優賞を受賞した。
劇中にて大正時代の長崎くんちを再現、また、随所に精霊流しや眼鏡橋などの長崎の行事や名所が盛り込まれている。

#### キャスト（映画）
- 愛八（松尾サダ） - 吉永小百合
- 梅次 - 原田知世
- 米吉 - 高島礼子
- 三発山大五郎 - 永島敏行
- おでん屋の留吉 - 勝野洋
- 西條八十 - 岸部一徳
- 米屋の幸兵衛 - 松村達雄
- 松尾与三治 - 渡辺いっけい
- お民 - 酒井由美子
- お喜美 - 高橋かおり
- 雪千代（お雪） - 尾上紫
- 音丸 - 内海桂子
- 山口艦長 - 神山繁
- 山口富美江 - 藤村志保
- 古賀艶子 - いしだあゆみ
- 古賀十二郎 - 渡哲也
- 長崎くんちの役員 - 伊藤一長
- 下川辰平、坂口芳貞、芦屋小雁、荒木雅子、大谷亮介、高品剛、嶋尾康史、北河多香子、荻原紀、垣内彩未、須部浩美 ほか[4]

#### スタッフ（映画）
- 監督 - 深町幸男
- 脚本 - 市川森一
- 撮影 - 鈴木達夫
- 美術 - 西岡善信
- 音楽 - 大島ミチル
- 風俗考証 - 越中哲也
- 長崎弁監修 - 山下誠
- 特撮 - 特撮研究所
  - 特技監督 - 佛田洋
- VFX - オムニバス・ジャパン
  - VFXスーパーバイザー - 石井教雄
- 現像 - 東映化学デジタルテック
- ロケ協力 - 長崎県、長崎市、長崎市議会、小浜町、鎮西大社諏訪神社、学校法人活水学院、カトリック長崎大司教区善長谷教会、長崎検番、長崎自動車、長崎県営バス観光 ほか
- 製作総指揮 - 植村伴次郎、高岩淡
- 企画 - 近藤晋、岡田裕介、早河洋
- プロデューサー - 木村純一、天野和人、林哲次、妹尾啓太
- 製作 - 「長崎ぶらぶら節」製作委員会（東映、東北新社、テレビ朝日、丸紅、田崎真珠、TOKYO FM、FM長崎、FM福岡）[4]

#### 製作（映画）
愛八（吉永小百合）は長崎網場町出身設定で、映画では冒頭、愛八が養父とともに山を越えて丸山に行く1882年（明治15年）から始まり、廃船が決定した戦艦土佐が長崎港に停泊する1922年（大正11年）夏→1923年（大正12年）冬→1930年（昭和5年）夏→1931年（昭和6年）初夏と話が進む。崇福寺、諏訪神社、眼鏡橋での精霊流しなど、大半、長崎でロケが行われた。オープニングクレジットで被さる諏訪神社でのおくんちの再現は、明治末から大正初期にかけての時代背景にあった格好をしたエキストラ1,000人を集めたという。メイン舞台となる「料亭花月」など、この時代の丸山遊郭は東映京都撮影所にセットで再現された。遠くで一両編成の電車が通る。ラスト近くで愛八（吉永）が出身地・網場町に久しぶりに戻り、弟・与三治（渡辺いっけい）と言い争いになるシーンなどは、京都府京丹後市で撮影されている。冒頭で迫力ある芸者対決があり、五社英雄の遊郭映画を連想され、米吉（高島礼子）が愛八（吉永）の強力なライバルになるのかと期待させるが、高島の見せ場はこのシーンしかない。1922年夏パートでは、吉永が土佐を供養のつもりで作ってみましたと、「鶴の港・・・わたしゃ涙に呉港」などとオリジナルの詩を三味線演奏する。古賀十二郎 （渡哲也）の妻・古賀艶子を演じるいしだあゆみが驚くほど痩せている。古賀（渡）と愛八（吉永）が接近するきっかけとなる岬と墓参りでの出会いは偶然過ぎる。東映の歴史に於いては、1980年の『谷崎潤一郎・原作「痴人の愛」より ナオミ』『四季・奈津子』を嚆矢とする"女優＋文芸＝大作路線"の一本に位置付けられている。

#### 興行成績（映画）
42日間の興行で推定興収11億5800万円。大ヒットと見られるが、『日本経済新聞』1986年2月15日付には「『野蛮人のように』／『ビー・バップ・ハイスクール』、東映まんがまつりの好調後の封切りだったが、不振で予定より一週間早く打ち切りになった」と書かれている。

#### 影響
花街としての面影を失いかけていた丸山が再び脚光を浴び、「異国情緒」が売りの長崎において「和」の文化が再評価されるきっかけとなった。地図を片手に愛八の足跡を訪ねて歩く観光客が急増し人気の散策ルートとなったことで、説明板の設置や碑の建立、梅園身代り天満宮の一般開放などへと繋がった。
また、書籍刊行に続く映画公開、さらに梅園身代り天満宮（1700年創建）の300周年と重なって「花魁道中を復活させよう」との機運が高まり、翌2001年には「ながさき丸山華まつり」が初開催されている。

#### 受賞歴
- 第24回日本アカデミー賞[14]
  - 最優秀主演女優賞（吉永小百合）
  - 優秀脚本賞（市川森一）
  - 優秀助演女優賞（高島礼子）
  - 優秀音楽賞（大島ミチル）
- 第43回ブルーリボン賞 主演女優賞（吉永小百合）
- 第55回毎日映画コンクール
  - 技術賞（安藤清人〈照明〉）
  - 宣伝賞 優秀賞
- 第13回日刊スポーツ映画大賞・石原裕次郎賞 主演女優賞（吉永小百合）
- 第18回ゴールデングロス賞 優秀銀賞[15]

### テレビドラマ
『市原悦子ドラマスペシャル・長崎ぶらぶら節』と題して、2001年4月28日の21時から23時6分にテレビ朝日にて放送された。本作は第28回放送文化基金賞のテレビドラマ番組賞・女優演技賞（市原悦子に対し）、全日本テレビ番組製作社連盟主催のATP賞の最優秀賞（ドラマ部門）を受賞している。

#### キャスト（テレビドラマ）
- 愛八 - 市原悦子
- 古賀十二郎 - 藤竜也
- お雪 - 宮沢りえ
- 金子賢
- 萬田久子
- 仁科亜季子
- 浅利香津代
- 沢田亜矢子
- 朝加真由美
- 長澤奈央
- 佐野浅夫
- 現在のお雪 - 八千草薫

ほか

#### スタッフ（テレビドラマ）
- 脚本 - 竹山洋
- 監督 - 堀川とんこう
- 製作 - テレビ朝日・カズモ

### 舞台（2001年）
東京・帝国劇場にて、帝劇創立90周年記念・帝劇11月特別公演として佐久間良子の主演により2001年10月31日から11月25日まで上演された。

#### キャスト（2001年）
- 愛八 - 佐久間良子
- 古賀十二郎 - 古谷一行
- 米吉 - 松坂慶子
- 古賀艶子 - 中田喜子
- 梅次 - 高嶺ふぶき
- 一八 - 尾藤イサオ
- 松尾与三治 - 松山政路
- 富美江 - 丹阿弥谷津子
- 冨田恵子
- 紫城いずみ
- 神田紫

#### スタッフ（2001年）
- 原作・監修 - なかにし礼
- 脚本 - 堀越真
- 演出 - 堀井康明
- 制作 - 酒井喜一郎、村松均

### 舞台（2006年）
東京・明治座にて石川さゆり特別公演として2006年5月4日から5月30日まで上演、続いて大阪、福岡、名古屋にて上演された。脚本・演出は金子良次。
初めての本格的な芝居として本作に取り組んだ石川さゆりは、「歌探し」を続けてきた自身を愛八と重ねつつ、本作を芸能生活の転機となった作品としている。
2010年7月に4年ぶりに再演し、7月22日の公演で上演200回に達して、歌手による同一演目の長期公演としては史上初となった。

### 舞台（2008年）
東京芸術劇場中ホールにて、文学座公演として平淑恵と渡辺徹の主演により2008年3月4日から3月10日まで上演された。2005年に文学座により舞台化された『赤い月』に続いてなかにし礼が自ら脚本を手掛けている。
2012年1月から6月にかけて地方公演にて再演されている。

#### キャスト（2008年）
- 愛八 - 平淑恵
- 古賀十二郎 - 渡辺徹
- 米吉 - 岡寛恵

#### スタッフ（2008年）
- 作 - なかにし礼
- 演出 - 鵜山仁